# Gerardo Lederkremer
Gerardo Lederkremer es doctor en ciencias químicas, actualmente se encuentra como investigador en la Universidad de Tel Aviv

## Biografía
Gerardo estudió en la Facultad de Ciencias Exactas y naturales de la UBA y obtuvo su doctorado en ciencias químicas en esta misma facultad en 1985. En 1991 inmigró a Israel en donde comenzó a trabajar en la Universidad de Tel Aviv hasta la actualidad.

## Investigación
Su trabajo de investigación se enfoca en la acumulación de proteínas mal plegadas durante el estrés de retículo endoplasmático. Su investigación en retículo endoplasmático lo relaciona con enfermedades neurodegenerativas (Como la enfermedad de Huntington), sugiriendo posibles estrategias terapéuticas para estas enfermedades;  también lo relaciona con enfermedades de hígado (hepatitis, cirrosis, obesidad), ocupando el estrés de retículo como posible diagnóstico para el desarrollo de estas enfermedades.